# Бріджет Райлі
Бріджет Луїза Райлі ОКП ОБІ (народилась 24 квітня 1931 року в Західному Норвуді, Лондон) — англійська художниця, одна з провідних представників Оп-арту. Наразі живе та працює в Лондоні, Корнуолі, і Франції.

## Дитинство й освіта
Райлі народилась в Лондоні 1931 року. Її батько, Джон Фішер Райлі, родом з Йоркшира, був художником, як і дід. В 1938 він перевів друкарський бізнес, разом зі своєю сім'єю, до Лінкольншира.
Впродовж Другої світової війни батько Райлі був призваний до армійської служби, а вона була евакуйована, разом зі своєю матір'ю і сестрою, до котеджу в Корнуолі. Котедж знаходився недалеко від моря, поблизу Падстоу. Вони жили у ньому разом із тіткою, колишньою студенткою Голдсмітс (Лондон).
Райлі здобула початкову освіту шляхом невпорядкованих розмов і лекцій з вчителями — пенсіонерами та непрофесіоналами. Потім Бріджет навчалась в Челтенстенському коледжі для дівчат, і потім вивчала мистецтво в лондонському коледжі Голдсмітс (1949-52) і Королівському коледжі мистецтв (1952-55), де з нею разом вчились художники Пітер Блейк, Джефрі Гаркорт (художник на пенсії, також відомий своїми дизайнами крісел) і Франк Ауербах. В 1955 закінчила коледж здобувши звання Бакалавр мистецтв.
З 1956 до 1958 Райлі доглядала за своїм батьком, який потрапив у серйозну автомобільну аварію, і сама страждала від знесилення. Після цього деякий час працювала в магазині скляних виробів і дитячою вчителькою. Зрештою стала ілюстратором в рекламній агенції  Дж. Волтера Томпсона, де працювала з неповним робочим днем до 1962. Велика виставка робіт Джексона Поллока у Whitechapel Gallery зимою 1958, вплинула на неї вирішальним чином.
Ранні роботи Райлі були фігуративними й написаними в напів-імпресіоністському стилі. У її роботах для рекламної агенції з 1958 по 1959 рік стає помітним перейняття нею техніки пуантилізму. Близько 1960 вона починає розвивати свій особливий стиль оп-арту. Її картини у той час складались з чорно-білих геометричних візерунків, які виявляли динаміку поля зору і дезорієнтували око. Літом 1960 подорожувала Італією і відвідала Венеціанський бієнале, де у той час проходила велика виставка робіт футуристів.
На початку своєї кар'єри в 1957-58 Райлі працювала вчителем в the Convent of the Sacred Heart, Гарроу (тепер відомому як Sacred Heart Language College). Пізніше — в школі мистецтва Лафборо (1959), школі мистецтва Горнзі, і коледжі Кройдона (1962-64).
1961 року разом з партнером Пітером Сеглі відвідала плато Воклюз на півдні Франції й придбала покинуту ферму, яка пізніше стала її студією. Весною 1962 року в Лондоні відбулась її перша персональна виставка за сприяння куратора Віктора Масгрейва зі Studio One.

Втрата, 1964

У 1964 році стала учасницею виставки "Чутливе око" в нью-йоркському музеї сучасного мистецтва. ЇЇ робота "Потік" з'явилася на обкладинці виставкового каталогу.  Райлі стала центральною фігурою оп-арту, а її творчість стала відома світу. 
1968 року Райлі, разом з Пітером Сеглі та журналістом Пітером Таунсендом, заснувала творчу організацію SPACE (Space Provision Artistic Cultural and Educational), метою якої було надання художникам можливості працювати у великому і доступному студійному просторі.

## Роботи
Понад усе Райлі відома своїми чорно-білими роботами, які вона малювала у 60-і роки. Вони являють собою різноманітність геометричних форм, що створюють ілюзію руху або кольору. На початку 60-х говорили, що ці роботи створюють відчуття морської хвороби та стрибків з парашутом. З 1961 по 1964 Райлі працювала з контрастами білого та чорного, зрідка вводячи відтінки сірого. Перші персональні виставки складалися з цих робіт. Наприклад, на картині Водоспад, одинарний перпендикулярний вигин повторюється створюючи поле різних оптичних частот..

Гра тіні, 1990, олія на полотні

Райлі почала досліджувати колір 1967 року, коли вона створила свою першу стрічкову картину. Після великої виставки на початку 1970-х почала інтенсивно подорожувати.
Після подорожі до Єгипту, під час якої вона була вражена різноколірним ієрогліфічним орнаментом, Райлі почала досліджувати колір та контраст.
Картини, створені під впливом цих експериментів, вона називала своєю Єгипетською палеттою До таких робіт належать серії Ka і Рa, які схоплюють дух країни, стародавньої й сучасної, і зображають кольори єгипетських краєвидів.
В деяких роботах кольорові лінії створюють ефект блимання, тоді як інші полотна покриті теселяційними візерунками. Типовою роботою у цьому напрямі є Гра тіні.
Починаючи з того часу, для багатьох своїх робіт Райлі наймає інших художників малювати деталі, тоді як сама займається розробкою загального дизайну картин
В кінці 1980-х вона радикально змінила напрям своїх пошуків, ввівши заново діагоналі у вигляді послідовності паралелограмів, які руйнують і оживляють вертикальні стрічки, характерні для попередніх робіт. Наприклад, на картині Delos (1983), голубий, бірюзовий і смарагдовий відтінки чергуються з яскраво-жовтим, червоним і білим.

## Виставки

Водоспад 3, 1967, ПВА на полотні

1965 рок, Райлі виставлялась в нью-йоркському музеї сучасного мистецтва. Ця виставка, що мала назву The Responsive Eye, вперше привернула увагу світової громадськості до течії Оп-арту. Картина Течія, 1964, була зображена на обкладинці каталогу цієї виставки. Але вона поступово розчаровувалась через використання робіт в комерційних цілях, коли відкрила, що в США немає ніякого захисту авторських прав для художників. Такий захист з'явився тільки 1967 року за незалежної ініціативи нью-йоркських художників.
1968 року Райлі представляла Велику Британію на Венеціанському бієнале, де вона була першою з сучасних британських  художників і першою жінкою, яка отримала міжнародний приз за картини. 2001 року брала участь у виставці SITE Santa Fe, і 2003 року Тейт Британія організував ретроспективу робіт Райлі. З листопада 2010 по травень 2011 виставка її робіт «Картини й супутні роботи» були представлені в лондонській Національній галереї.
В червні та липні 2014 ретроспективний показ «Бріджет Райлі: стрічкові картини 1961–2014» був представлений в галереї Девіда Цвірнера в Лондоні.

## Публічні зібрання
- Музей Бойманс ван Бенінгена, Роттердам[27]
- Бостонський музей образотворчого мистецтва
- Музей сучасного мистецтва (Нью-Йорк)
- Музей мистецтва Нельсона-Аткінса, Канзас Сіті

## Визнання
Райлі була нагороджена ступенем почесного доктора Оксфордського (1993) і Кембридзького (1995) університетів. 2003 року нагороджена Імператорською премією (Praemium Imperiale), і 1998 стала одним з лише 65 лицарів Ордену Кавалерів Пошани в Британії. Також отримала міжнародний приз Венеціанського бієнале 1968, приз Кайзерінг міста Гослар 2009, і 12-й рубенсівський приз міста Зіген 2012.